# Båkenskär
Båkenskär är en ö i Åland (Finland). Den ligger i Ålands hav och i kommunen Hammarland i landskapet Åland, i den sydvästra delen av landet. Ön ligger omkring 14 kilometer väster om Mariehamn och omkring 290 kilometer väster om Helsingfors.
Öns area är 4,6 hektar och dess största längd är 320 meter i nord-sydlig riktning. Ön höjer sig omkring 10 meter över havsytan.